# Berlínská filharmonie
Berlínská filharmonie (německy Berliner Philharmonie) je významná kulturní stavba v Berlíně. Otevřená v roce 1963 slouží jako sídlo Berlínským filharmonikům.
Asymetrickou budovu ve tvaru stanu navrhl architekt Hans Scharoun a podle jeho návrhu byla vybudována v letech 1960-1963. Ústředním sálem je hlavní koncertní síň ve tvaru pětiúhelníku. K zajištění ideálního výhledu na scénu, která je uprostřed sálu, je stupňovité zvyšování řad sedadel nepravidelné. Sál má vynikající akustiku. Velký sál má kapacitu 2440 míst, menší komorní sál (Kammermusiksaal) má 1180 míst.
Budova byla otevřena vystoupením Berlínských filharmoniků za řízení Herberta von Karajan, po němž je dnes pojmenována ulice, kde se filharmonie nedaleko Postupimského náměstí nachází.
20. května 2008 vypukl pod střechou budovy požár krátce před odpolední zkouškou orchestru. Nezpůsobil však velké škody.